# I Lombardi alla prima crociata
Versions successives
- Voir Jérusalem

Personnages
- Arvino, fils du seigneur Folco (ténor)
- Pagano, fils du seigneur Folco (basse)
- Viclinda, épouse d'Arvino (soprano)
- Giselda, fille de Viclinda et d'Arvino (soprano)
- Pirro, écuyer d'Arvino puis de Pagano (basse)
- Un prieur de la ville de Milan (ténor)
- Acciano, tyran d'Antioche (basse)
- Oronte, fils d'Acciano (ténor)
- Sofia, épouse d'Acciano (soprano)
- Peuple de Milan, religieuses cloîtrées, hommes d'armes, ambassadeurs, croisés, pèlerins, esclaves (chœur)

I Lombardi alla prima crociata, (Les Lombards à la première croisade) ou, plus communément, I Lombardi, est un opéra de Giuseppe Verdi, sur un livret de Temistocle Solera créé au Teatro alla Scala de Milan le 11 février 1843,.

## Historique
I Lombardi alla prima crociata est le quatrième opéra du jeune Verdi qui vient de triompher l'année précédente avec Nabucco. Giuseppe Verdi, alors jeune compositeur, répond à une commande de Bartolomeo Merelli, directeur du Teatro alla Scala de Milan, qui sera une puissante aide aux débuts de Verdi. Temistocle Solera pour le livret, a pour charge de réaliser le texte d'un opéra en quatre actes à partir du poème en 15 chants de Tommaso Grossi, véritable épopée des croisades des Lombards. Les allusions à l'occupation autrichienne et la domination des Habsbourg, qui avaient fait le succès de Nabucco, notamment au travers des célèbres chœurs de délivrance, sont à nouveau de mise dans ce nouvel opéra, au travers de la délivrance de Jérusalem par les Lombards. Lors de la première, l'ouvrage remporte un immense succès populaire, notamment après le « O Signore dal tetto natio », chœur patriotique, et le public acclame le compositeur et les chanteurs par de très longs rappels. Le succès est moindre dans les villes italiennes où l'oeuvre se produit par la suite (Florence, Venise). Une version française est écrite par d’Alphonse Royer et Gustave Vaëz  et l'oeuvre est remaniée dans le genre du Grand opéra à la française, par le compositeur et rebaptisée Jerusalem, pour être présentée  26 décembre 1847 à l'opéra de Paris, dans la salle de la rue Le Peletier. 
I Lombardi est régulièrement donné sur toutes les scènes internationales jusqu'à nos jours et a vu de grands noms de l'art lyrique s'y produire. Luciano Pavarotti, Placido Domingo, José Carerras ont été des interprètes illustres du rôle d'Oronte dans les années 70 et ont laissé des enregistrements de référence.
Francesco Meli a repris le rôle ces dernières années à plusieurs reprises, et l'une des représentations au Teatro Regio de Torino, en 2018, a fait l'objet d'une captation filmée. L'opéra de Monte Carlo en a également proposé quelques représentations en 2021.
L'opéra royal de Wallonie vient également de mettre en scène, en mai 2023, cet opus du jeune Verdi, sous la direction de Daniel Oren, avec Ramón Vargas (es) dans le rôle d'Oronte.

## Personnages et distribution lors de la Première Mondiale
- Arvino, fils du seigneur Folco, Giovanni Severi (ténor)[1]
- Pagano, fils du seigneur Folco, Prosper Dérivis (basse)
- Viclinda, épouse d'Arvino, Teresa Ruggeri (soprano)
- Giselda, fille de Viclinda et d'Arvino, Erminia Frezzolini (soprano)
- Pirro, écuyer d'Arvino puis de Pagano, Gaetano Rossi (basse)
- Un prieur de la ville de Milan, Napoleone Marconi (ténor)
- Acciano, tyran d'Antioche, Luigi Vairo (basse)
- Oronte, fils d'Acciano, Carlo Guasco (ténor)
- Sofia, épouse d'Acciano, Amalia Gandaglia (soprano)
- Orchestre et chœurs : Scala de Milan
- Maestro al cembalo : Giuseppe Verdi puis Giacomo Panizza
- Premier violon et directeur d’orchestre : Eugenio Cavallini
- Chef de chœur : Giulio Granatelli
- Décors : Baldassarre Cavallotti

## Argument

### Acte I -La vendetta
La scène est à Milan, entre 1097 et 1099. Dans l'église Saint-Ambroise, Arvino accorde son pardon à son frère Pagano qui l'avait agressé dans un accès de jalousie, par amour pour la belle Viclinda, maintenant l'épouse d'Arvino. Après avoir été proscrit et exilé, Pagano revient à Milan avec le pardon de sa famille. Les citoyens milanais s'en réjouissent, mais ni Arvino, ni sa femme et ni sa fille Giselda ne croient à son repentir. À ce moment, le prieur annonce qu'Arvino conduira les croisés à Jérusalem. Resté seul avec l'écuyer Pirro, Pagano révèle sa rancœur contre Viclinda et son frère qu'il médite de tuer avec la complicité de Pirro et de quelques hommes de main.
Pendant ce temps, au palais de Folco, Giselda et Viclinda sont inquiètes pour l'avenir d'Arvino : elles craignent que ne survienne quelque chose d'horrible. Elles font un vœu (Salve, Maria) et jurent que s'ils sont sauvés, elles iront avec Arvino en Terre Sainte. Dans le même temps, Pirro révèle à Pagano qu'Arvino s'est croisé et qu'il peut agir. Pagano, face à l'effroi de Viclinda et de Giselda, tue non pas Arvino, qui survient attiré par le bruit, mais son père. Pagano, horrifié, invoque sur lui la malédiction de Dieu. Giselda empêche qu'on le tue, disant que l'unique châtiment pour Pagano est le remords.

### Acte II -L'uomo della caverna
Le second acte s'ouvre sur la chambre d'Acciano, tyran d'Antioche. Le tyran invoque la vengeance d'Allah sur les chrétiens qui ont envahi le territoire. Oronte, son fils, demande à sa mère Sofia, secrètement convertie au christianisme, des nouvelles de Giselda, la belle prisonnière chrétienne qu'il aime et dont il est aimé. Sa mère lui confie que Giselda l'épousera seulement s'il se convertit au christianisme. Oronte accepte.
Dans une grotte, Pagano vit en exil, attendant l'arrivée des chrétiens. Pendant ce temps, Pirro, devenu musulman se présente à lui sans le reconnaître. Il invoque son aide pour obtenir le pardon divin : en tant que gardien des portes d'Antioche, il pourra les ouvrir aux Lombards. Au même moment paraît Arvino, qui ne reconnaissant pas son frère lui non plus, l'implore afin de sauver sa fille Giselda. Pagano annonce que la ville tombera cette nuit même.
Dans le harem, Giselda supplie sa mère de lui pardonner d'aimer un païen. Sofia révèle à la triste Giselda qu'un traître a livré la ville aux chrétiens et qu'Oronte et Acciano sont morts dans la bataille. Arvino arrive juste pour entendre sa fille maudire le triomphe des chrétiens et la répudie. Il va la tuer quand s'interpose l'ermite qui la sauve en rappelant qu'elle avait agi ainsi par amour.

### Acte III -La conversione
Dans la vallée de Josafat. Giselda pleure Oronte, qui apparaît soudain vêtu en Lombard. Il n'était pas mort mais seulement blessé. Après un duo (Teco io fuggo), ils s'enfuient ensemble. Arvino, en la voyant fuir avec son amant (Sì, del ciel che non punisce), la maudit en même temps que Pagano, que des croisés ont vu en leur compagnie. 
Pendant ce temps, Giselda conduit Oronte mortellement blessé dans la grotte. Survient Pagano, qui exhorte Oronte à se convertir par amour pour Giselda. Converti, Oronte meurt en invoquant Giselda et avec la bénédiction de Pagano.

### Acte IV -Il Santo Sepolcro
Toujours dans la caverne. Pagano montre Giselda, assoiffée et brûlante de fièvre, qui implore le pardon. La jeune fille délire : Oronte lui apparaît en songe, annonçant aux chrétiens que les eaux du Siloe apaiseront les effets de la sécheresse qui les a frappés. 
Les Lombards prient le Seigneur en se rappelant l'air frais, la nature et la paix de la terre lombarde sur l'air de la fameuse prière : O signore, dal tetto natio. Arrivent Giselda, Pagano et Arvino qui annoncent qu'ils ont trouvé les eaux du Siloe, comme prédit par le rêve de Giselda. Pendant que les chrétiens exultent, Pagano, sur le point de mourir, révèle à Arvino qu'il n'est pas simplement ermite, mais aussi son frère et invoque son pardon. Arvino le bénit pendant que Jérusalem tombe aux mains des croisés.

## Structure musicale

### Acte 1
- 1 Prélude
- 2 Ouverture
  - Chœurs Oh nobile esempio! (Coro) Scena I
  - Scène Qui nel luogo santo e pio (Pagano, Arvino, Viclinda, Giselda, Pirro, Coro) Scène II
  - Quintette T'assale un tremito!... - sposo, che fia? (Viclinda, Giselda, Arvino, Pagano, Pirro) Scène II
  - Suite de l'ouverture Or s'ascolti il voler cittadino! (Priore, Arvino) Scène II
  - Strette de l'ouverture All'empio che infrange la santa promessa (Viclinda, Giselda, Pirro, Arvino, Pagano, Chœurs )
- 3 Chœurs et Aria de Pagano
  - Chœur  A te nell'ora infausta (Coro interno di Claustrali) Scène III
  - Recitatifs Vergini!... il ciel per ora (Pagano) Scène IV
  - Aria Sciagurata! hai tu creduto (Pagano) Scène IV
  - Tempo di mezzo Molti fidi qui celati (Pirro, Pagano) Scène IV-V
  - Chœur  Niun periglio il nostro seno (Coro di Sgherri) Scène V
  - Cabalette O speranza di vendetta (Pagano, Coro) Scène V
- 4 Recitatifs et Ave Maria
  - Recitatif Tutta tremante ancor l'anima io sento... (Viclinda, Arvino, Giselda) Scène VI
  - Prière Salve Maria (Giselda) Scena VI
- 5 Finale I
  - Scène Vieni!... già posa Arvino (Pirro, Pagano, Viclinda, Arvino) Scène VII-VIII-IX
  - Finale I Mostro d'averno orribile (Pagano, Pirro, Viclinda, Arvino) Scène IX
  - Suite du Finale Parricida!... E tu pure trafitto (Arvino, Giselda, Pagano, Pirro, Coro) Scène IX
  - Strette du Final Ah! sul capo mi grava l'Eterno (Pagano, Pirro, Viclinda, Arvino, Coro) Scène IX

### Acte 2
- 6 Introduction
  - Coro È dunque vero? (Ambasciatori, Acciano, Coro) Scène I
- 7 Cavatine d' Oronte
  - Scène O madre mia, che fa colei? (Oronte, Sofia) Scène II
  - Cavatine La mia letizia infondere (Oronte) Scène II
  - Tempo di mezzo Oh! ma pensa che non puoi (Sofia, Oronte) Scène II
  - Cabalette Come poteva un angelo (Oronte, Sofia) Scène II
- 8 Scene, Marche des croisés et hymne
  - Scène E ancor silenzio! (Pagano) Scène III
  - Adagio Ma quando un suon terribile (Pagano) Scène III
  - Scene et Marche Ma chi viene a questa volta? (Pagano, Pirro) Scène III-IV-V
  - Duettino Sei tu l'uom della caverna? (Arvino, Eremita) Scène V
  - Hymne Stolto Allah... sovra il capo ti piomba (Coro) Scène V
- 9 Chœurs
  - Chœurs La bella straniera che l'alme innamora! (Coro nell'Harem) Scène VI
- 10 Finale II
  - Scene Oh madre, dal cielo soccorri al mio pianto (Giselda) Scène VII
  - Rondò Se vano è il pregare che a me tu ritorni (Giselda, Sofia, Pagano, Arvino, Coro) Scène VII-VIII
  - Strette du Final Ah taci, incauta! (Pagano, Arvino, Giselda, Coro) Scène VIII

### Acte 3
- 11 Ouverture
- Chœurs de la Procession Gerusalem... Gerusalem... la grande (Coro) Scène I
- 12 Recitatifs et Duetto de Giselda et Oronte
  - Recitativo Dove sola m'inoltro? (Giselda, Oronte) Scène II-III
  - Duetto O belle, a questa misera (Giselda, Oronte) Scène III
- 13 Scène et Aria di Arvino
  - Scène Che vid'io mai?... (Arvino) Scène IV
  - Aria Qual nuova? - Sì!... del ciel che non punisce (Arvino, Coro) Scène V
- 14 Scène et Trio
  - Scène Qui posa il fianco!... (Giselda, Oronte, Pagano) Scène VI-VII
  - Trio Qual voluttà trascorrere (Oronte, Giselda, Pagano) Scène VII

### Acte 4
- 15 Ouverture
  - Scène Vedi e perdona! (Giselda, Pagano, Arvino) Scène I
- 16 Vision
  - Chœurs Componi, o cara vergine (Chœurs des Celesti) Scène II
  - Vision Oh! di sembianze eteree (Giselda) Scène II
  - Aria In cielo benedetto (Oronte) Scène II
  - Aria Non fu sogno!... in fondo all'alma (Giselda) Scène II
- 17 Final ultime
  - Chœurs O Signore, dal tetto natio (Crociati, Pellegrini, Donne) Scène III
  - Scène Al Siloe! al Siloe! (Coro, Giselda, Arvino) Scène III-IV
  - Hymne Guerra! guerra! s'impugni la spada (Coro) Scène IV
  - Scène Questa è mia tenda... (Arvino, Giselda, Pagano) Scène V
  - Terzettino Un breve istante (Pagano, Giselda, Arvino) Scène V
  - Hymne finale Dio pietoso!... di quale contento (Pagano, Arvino, Giselda, Coro) Scène VI

## Discographie et vidéographie

### CD
| Année | Distribution (Oronte, Giselda, Pagano/Eremita, Arvino, Pirro)                               | Direction musicale   | Edition         |
| ----- | ------------------------------------------------------------------------------------------- | -------------------- | --------------- |
| 1951  | Gustavo Gallo, Maria Vitale, Mario Petri, Aldo Bertocci, Mario Frosini                      | Ermanno Wolf-Ferrari | Warner Classics |
| 1969  | Luciano Pavarotti, Renata Scotto, Ruggero Raimondi, Umberto Grilli, Mario Rinaudo           | Gianandrea Gavazzeni | Memories        |
| 1971  | Plácido Domingo, Cristina Deutekom, Ruggero Raimondi, Jerome Lo Monaco, Stafford Dean       | Lamberto Gardelli    | Decca           |
| 1976  | José Carreras, Sylvia Sass, Nicola Ghiuselev, Ezio Di Cesare, Michael Langdon               | Lamberto Gardelli    | SRO             |
| 1996  | Luciano Pavarotti, June Anderson, Samuel Ramey, Richard Leech, Ildebrando D'Arcangelo       | James Levine         | Decca           |
| 2001  | Massimo Giordano, Dimitra Theodossiou, Giorgio Surian, Francesco Piccoli, Pietro Vultaggio  | Tiziano Severini     | Dynamic         |
| 2013  | Francesco Meli, Dimitra Theodossiou, Michele Pertusi, Roberto De Biasio, Roberto Tagliavini | Daniele Callegari    | C Major         |
| 2018  | Francesco Meli, Angela Meade, Alex Esposito, Giuseppe Gipali, Antonio Di Matteo             | Michele Mariotti     | Dynamic         |

### DVD
| Année | Distribution (Oronte, Giselda, Pagano/Eremita, Arvino, Pirro)                               | Direction musicale   | Mise en scène                 | Edition |
| ----- | ------------------------------------------------------------------------------------------- | -------------------- | ----------------------------- | ------- |
| 1984  | José Carreras, Ghena Dimitrova, Silvano Carroli, Carlo Bini, Luigi Roni                     | Gianandrea Gavazzeni | Gabriele Lavia                | Kultur  |
| 2012  | Francesco Meli, Dimitra Theodossiou, Michele Pertusi, Roberto De Biasio, Roberto Tagliavini | Daniele Callegari    | Lamberto Puggelli             | Unitel  |
| 2015  | Fabio Sartori, Dimitra Theodossiou, Ruggero Raimondi, Tito Beltran, Enrico Iori             | Piergiorgio Morandi  | Giancarlo Cobelli             | Unitel  |
| 2018  | Francesco Meli, Angela Meade, Alex Esposito, Giuseppe Gipali, Antonio Di Matteo             | Michele Mariotti     | Stefano Mazzonis di Pralafera | Dynamic |

### Sources et bibliographie
- Istituto nazionale di studi verdiani
- Marie-Aude Roux, I Lombardi, dans Guide des opéras de Verdi, Jean Cabourg directeur de la publication, Fayard collection Les indispensables de la musique, Paris, 1990, pp. 99-110  (ISBN 2-213-02409-X)
- Patrick Favre-Tissot-Bonvoisin, " Giuseppe VERDI ", Bleu Nuit Éditeur, Paris, 2013.  (ISBN 978-2-35884-022-4)
- Harewood, I Lombardi, dans Tout l'opéra, de Monteverdi à nos jours (Kobbé), Robert Laffont, Collection Bouquins, 1993, pp. 359-362  (ISBN 2-221-07131-X)
- Piotr Kaminski, I Lombardi alla prima crociata, Fayard, collection Les indispensables de la musique, Paris, 2004, pp. 1571-1573  (ISBN 978-2-213-60017-8)